# Instituto Politécnico do Porto

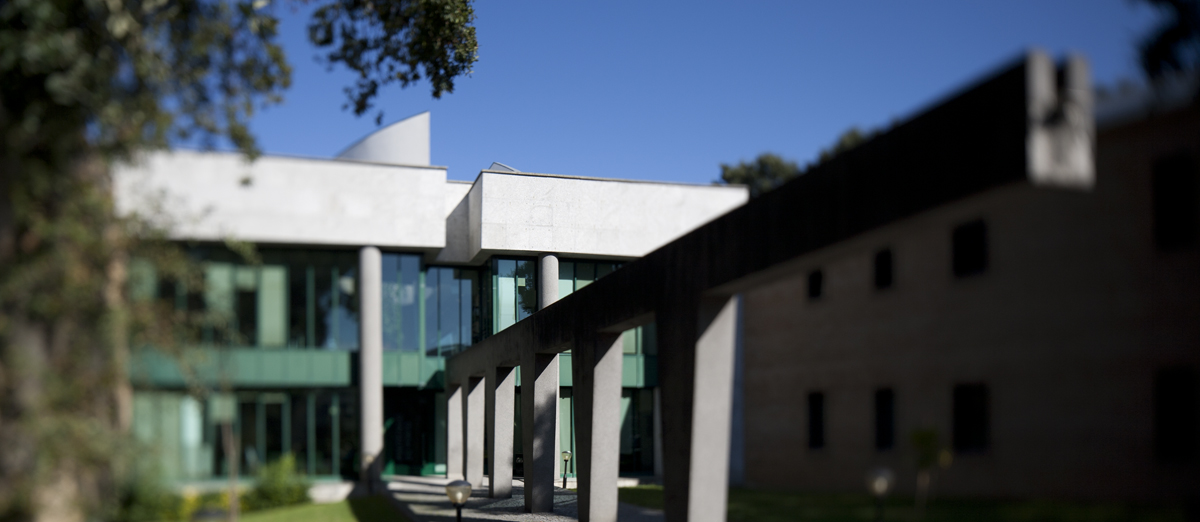
Presidência do Politécnico do Porto.

El Instituto Politécnico do Porto (IPP, en castellano Instituto Politécnico de Oporto) fue creado en 1985 a partir de la unión de varias escuelas e institutos centenarios, y su objetivo fue impulsar los estudios politécnicos en Portugal.
En el año lectivo 2003/2004 estaban matriculados en el Instituto Politécnico do Porto cerca de 15.000 alumnos. En el Instituto trabajaban 998 docentes y 304 operarios no docentes. Aquel año lectivo, ofrecía 2.000 plazas, para las cuales tuvo cerca de 7.000 candidaturas.
En la actualidad, es el principal politécnico de Portugal, aunque el Instituto Politécnico de Lisboa cuenta con más escuelas.

## Escuelas e institutos
1. ISEP - Instituto Superior de Engenharia
2. ISCAP - Instituto Superior Contabilidade e Administração
3. ESTSP - Escola Superior de Tecnologias da Saúde
4. ESE - Escola Superior de Educação
5. ESMAE - Escola Superior de Música e Artes do Espectáculo
6. ESEIG - Escola Superior de Estudos Industriais e Gestão
7. ESTGF - Escola Superior de Tecnologia e de Gestão